# Holly Lake
Der Holly Lake ist ein kleiner Bergsee im Grand-Teton-Nationalpark im US-Bundesstaat Wyoming. Er liegt auf einer Höhe von 2870 m südlich des Mount Woodring und westlich des Rockchuck Peak am oberen Ende des Paintbrush Canyons. Er kann über den Paintbrush Canyon Trail erreicht werden, der am String Lake startet.

## Belege
1. ↑  Geonames: Holly Lake. Abgerufen am 2. März 2021.
2. ↑  Naturalatlas: Holly Lake. Abgerufen am 2. März 2021 (englisch).